# Nematoproctus varicoxa
Nematoproctus varicoxa är en tvåvingeart som beskrevs av Van Duzee 1930. Nematoproctus varicoxa ingår i släktet Nematoproctus och familjen styltflugor.
Artens utbredningsområde är Connecticut. Inga underarter finns listade i Catalogue of Life.